# Ouratea pisiformis
Ouratea pisiformis är en tvåhjärtbladig växtart som beskrevs av Adolf Engler. Ouratea pisiformis ingår i släktet Ouratea och familjen Ochnaceae. Inga underarter finns listade i Catalogue of Life.